# Salomon Eger
Salomon Eger též Eiger, či Šlomo ben Akiva Ejger apod. (hebrejsky שלמה אֵיגֶר‎ 1786, Lešno - 1852, Poznaň) byl polský vrchní rabín a židovský učenec.

## Život
Narodil se jako syn kališského rabína Akivy Egera, od roku 1837 vrchního rabína v Poznani a jeho první ženě Glickel. Jeho starší bratr Abraham Eger (1781–1853) byl také rabínem v Rawiczi.  Jeho sestra Sarah (Sorel) Egerová byla druhou manželkou bratislavského rabína Mosese Chatama Sofera.
Učil se u svého otce a poté byl obchodníkem ve Varšavě, avšak v době listopadového povstání roce 1831 přišel o majetek. Později se stal rabínem v Kališi a po smrti svého otce v roce 1837 byl v roce 1839 jmenován rabínem v Poznani.
Byl zarytým odpůrcem reformního judaismu, a když v roce 1838 vypukla ve Vratislavi spor o to, kdo by měl být zvolen vrchním rabínem, byl pod Egerovým vlivem nakonec králem potvrzen rabi Gedalja Tiktin. 
Po rabínské konferenci v Brunšviku a Frankfurtu se rozhodl vydat zákaz reformního judaismu. Pro podporu své iniciativy odcestoval k rabínu Ettlingerovi do Altony a k rabimu Nathanu Markusu Adlerovi do Hannoveru. Navzdory souhlasu s Egerovým názorem, však byli opatrní, aby plně podpořili jeho návrh.  
V roce 1844 požádal o povolení krále Fridricha Viléma IV. založit zemědělskou ves na Poznaňsku, tuto iniciativa však v roce 1848 zastavilo další povstání.

### Rodina
Jeho syn rabín Jehuda Le'ib Eger (1816–1888) se díky vlivu Jicchaka Me'ira Altera ve Varšavě stal chasidem a později založil lublinskou chasidskou dynastii. Později studoval u rabína Menachema Mendela z Kotsku a následně odešel studovat k rabimu Mordechaji Josefu Leinerovi, zakladateli ižbické dynastie a po jeho smrti se stal chasidským rabínem spolu se svým synem, Ja'akovem Leinerem.  
Egerova vnučka Ulla Wolffová byla dramatičkou, spisovatelkou a novinářkou.
Salomon mimo jiné vydal životopis svého otce (Berlín 1862).